# Und ewig singen die Wälder (Roman)
Und ewig singen die Wälder (Riksmål: Og bakom synger skogene, wörtliche Bedeutung etwa: „Und jenseits singen die Wälder“) ist ein Roman, den der norwegische Schriftsteller Trygve Gulbranssen 1933 im Osloer Aschehoug Verlag veröffentlichte. Das in der Riksmål-Variante des Norwegischen verfasste Werk ist ein Entwicklungs-, Bauern-, Generationen- und Schauerroman. Es bildet den ersten Teil der international sehr erfolgreich gewordenen Björndal-Trilogie (Bjørndaltrilogien), die auch den Roman Das Erbe von Björndal (1934) und die Novelle Heimkehr nach Björndal (1935) umfasst. Die von Ellen de Boor verfasste deutsche Übersetzung erschien erstmals 1935. Im Juni wurde es im Deutschen Reich zum Buch des Monats gewählt. Daneben wurde der Roman in 29 weitere Sprachen übersetzt. 1944 hatte der Roman in Deutschland eine Gesamtauflage von 565 000 Exemplaren erreicht. In den 50er Jahren lag die Gesamtauflage bei 3,1 Millionen Exemplaren.
Und ewig singen die Wälder war im deutschsprachigen Raum bereits vor dem Zweiten Weltkrieg während der Nazizeit der erfolgreichste ausländische Bestseller, auch der beliebteste Bauernroman. 1950 war er der meistverkaufte Roman überhaupt. In der Nachkriegszeit trug die von Regisseur Paul May für die Wiener Mundus-Film inszenierte gleichnamige Filmadaption (1959) zur erneuten Popularisierung bei.
Der Roman erzählt die Geschichte des norwegischen Waldbauern Dag Björndal, der im späten 18. Jahrhundert durch zielstrebige harte Arbeit zu Wohlstand gelangt, dabei aber zu einem hartherzigen Menschen wird. In sein Leben treten verschiedene weitere Menschen – darunter seine starke, karitativ tätige Frau Therese, seine stille, feingeistige Schwägerin Dorthea und sein zurückhaltender, aber weiser Sekretär, Hauptmann Klinge –, unter deren Einfluss er lernt, dass die wahre Unabhängigkeit, die sein Vater ihn gelehrt hat, nicht durch Autarkiestreben und rücksichtslose Besitzmehrung, sondern nur durch menschliche Anteilnahme und christliche Barmherzigkeit zu erlangen ist.

## Handlung und Figuren

### Erstes Buch

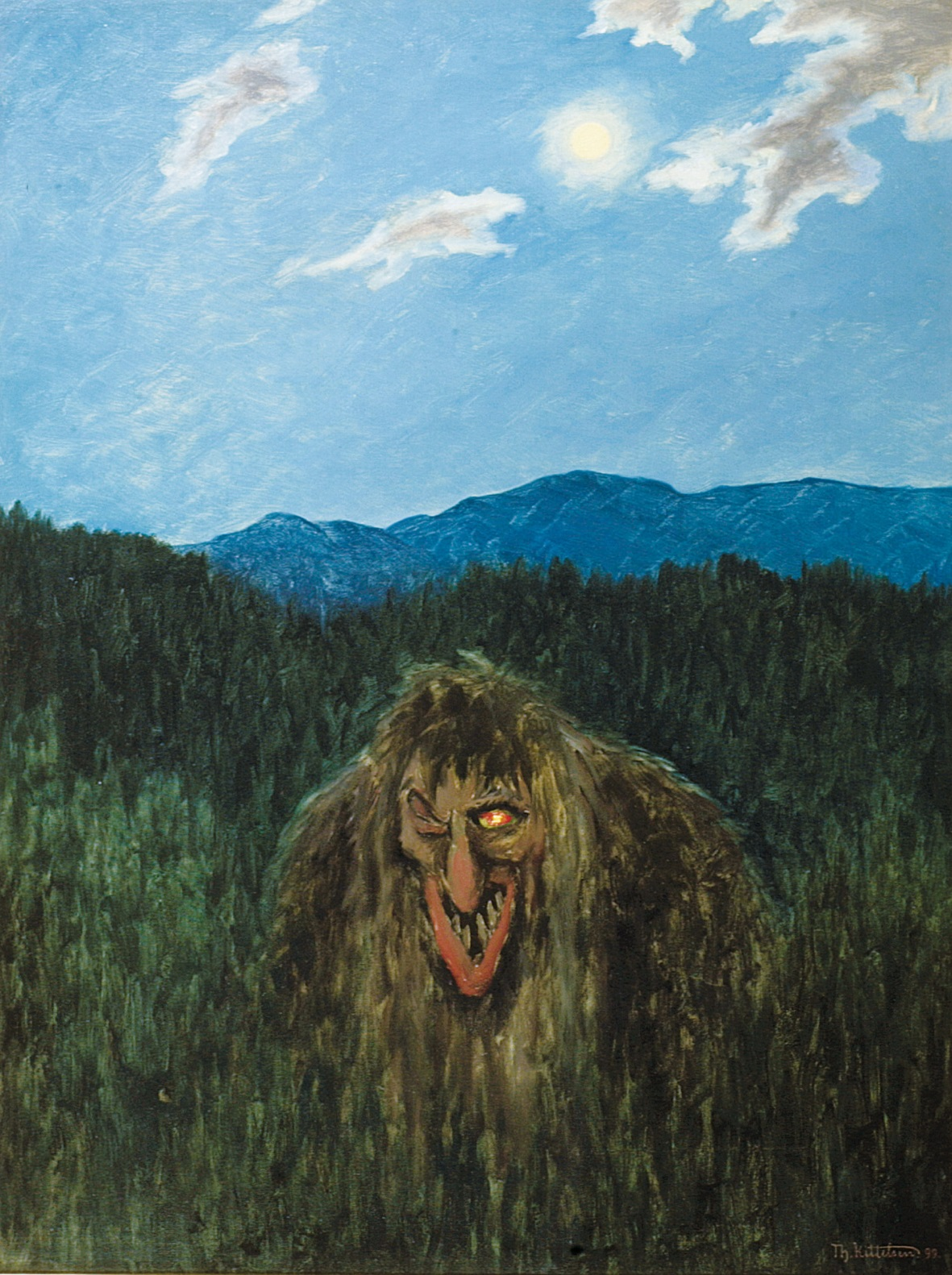
Ein Waldtroll (gemalt von Theodor Kittelsen, 1899). Von anderen großen europäischen Bauernromanen der Zeit unterscheidet Gulbranssens Werk sich durch die enthaltenen Schauerelemente.

Ort der Handlung ist das ländliche Norwegen am Übergang zwischen Tiefebene und Hochwald, die Zeit zunächst die 1760er Jahre.
Rund um das im Tiefland gelegene Gut Björkland treibt ein alter Bär sein mörderisches Unwesen. Weil die Bewohner sich nicht zu helfen wissen, bitten sie Torgeir um Hilfe, den Herrn des oben im Wald gelegenen Bauernhofs Björndal. Der Norden mit seinen dichten Wäldern ängstigt die Bewohner des Tieflands; sie glauben, dass es dort spukt und Trolle und Huldren gibt: „Alles Böse kam von Norden – aus den Wäldern.“ (S. 13) Die Menschen, die dort leben, gelten nicht nur als furchtlose Bärenjäger, sondern die Talbauern sagen ihnen auch Zauberei, Zügellosigkeit und wüste Schlägereien nach. Torgeir tötet den Bären, kommt im Kampf mit dem Tier aber ums Leben.
Nach Torgeirs Tod übernehmen die beiden Söhne, Tore und Dag, den Björndalhof, der unter ihrer Führung zu Wohlstand gelangt. Obwohl sie argwöhnen, dass sie von diesen insgeheim verachtet werden, ergeben sich auch Kontakte zu den Talbauern. Tore heiratet die Tochter des Gistad-Bauern. Einen Rückschlag erleidet die Annäherung zwischen Björndal und den Talbauern, als Dag im Tal auf einer Hochzeitsfeier eine Schlägerei anzettelt.
Auch zur Stadt haben die Brüder Geschäftsbeziehungen aufgenommen, besonders zum Handelshaus Holder. Dag schenkt Therese, der Tochter des Handelspartners, eine goldene Schmucknadel. Nur vage ahnt er, dass sie dieses Geschenk als eine Liebeserklärung deuten wird.
Als Tore mit Frau und Kind bei der Schlittenfahrt über einen zugefrorenen See ins Eis einbricht und ertrinkt, gerät Dag in eine schwere Krise. Er hält den Verlust des Bruders für eine Strafe Gottes und weiß nicht, wie er den Björndalhof ohne ihn weiterführen soll. Der Weg wird ihm dann aber gewiesen durch einen Brief Therese Holders, die verzweifelt einen Ehemann sucht. Dag holt sie als seine Frau nach Björndal, wo auch Thereses Schwester Dorthea ein neues Zuhause findet.
Therese liebt Dag aufrichtig und wächst, was niemand von ihr erwartet hätte, schnell in ihre neue Aufgabe als Bäuerin hinein. Auch bewirken sie und Dorthea in Björndal einige Veränderungen. Die erste besteht darin, Dag, der die Kirche wegen der Feindschaft mit den Talbauern meidet, zum Besuch der Christmette zu bewegen. Freilich fällt Dag dieses Zugeständnis an die Talbauern nicht leicht, und um die Erniedrigung, die er damit vermeintlich auf sich nimmt, wettzumachen, liefert er sich mit den Borgländern – den adligen Herren im Tal und seinen Hauptgegnern – während der Schlittenfahrt zur Kirche ein Wettrennen.

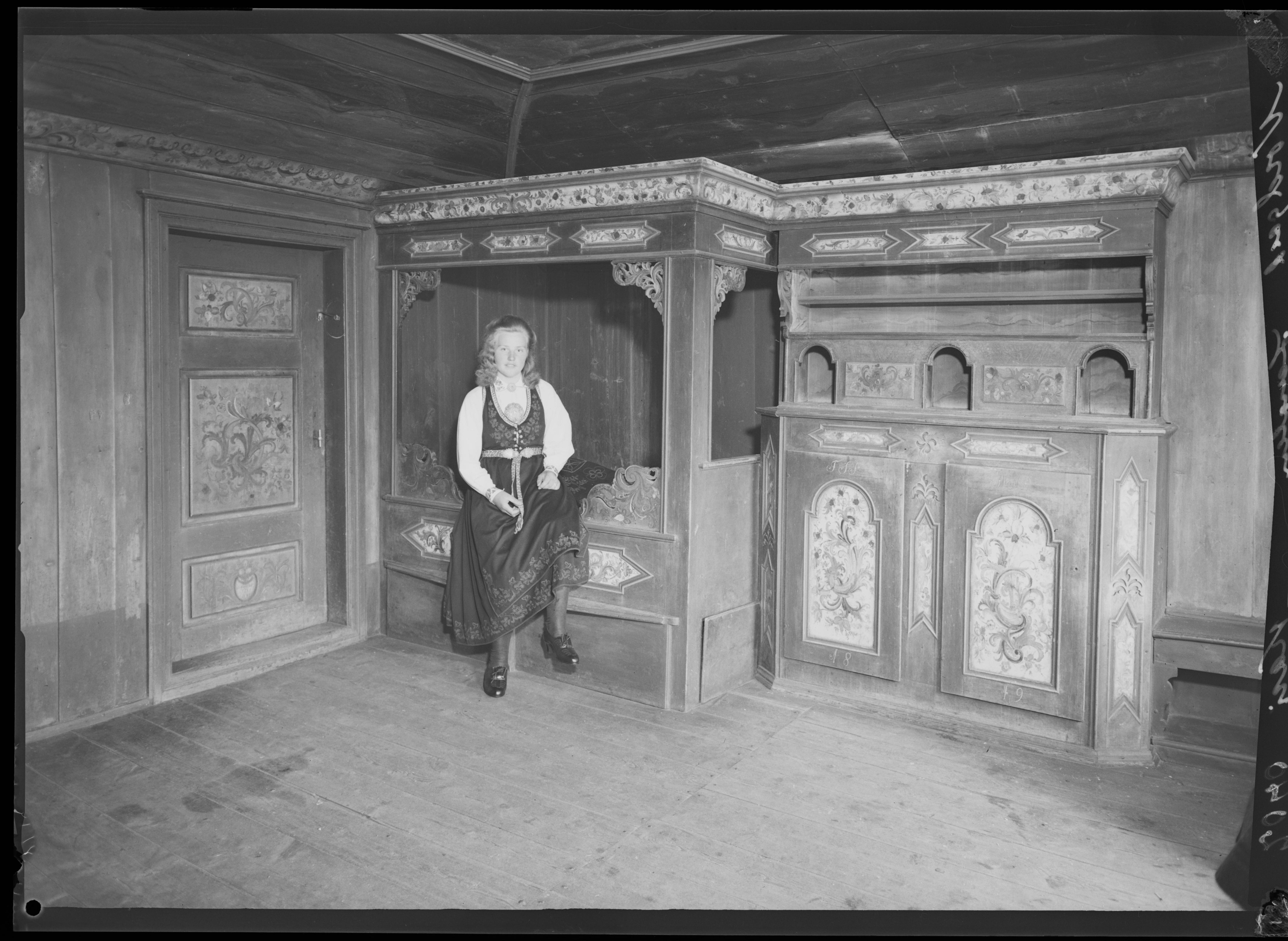
Ein traditionelles bäuerliches Kurzbett. Dag zuliebe besteht Therese nicht darauf, ihr aus der Stadt mitgebrachtes bequemes, längeres Bett zu benutzen.

Die zweite Veränderung ist der Bau eines neuen Hauses. Therese hat aus der Stadt viele schöne und bequeme Möbel mitgebracht, an denen sie sehr hängt, für die sich auf dem Björndalhof aber keine Verwendung findet. Hauptmann Klinge, ein alter Freund der Holders, schlägt darum einen Neubau vor und führt diesen auch durch. Aus verschiedenen Gründen können Dag und Therese sich am Ende aber gar nicht entschließen, das bisherige Wohnhaus aufzugeben, und so wird der Neubau mit Thereses Möbeln nur für Gäste genutzt. Als Dorthea überraschend stirbt, übersiedelt Hauptmann Klinge ganz nach Björndal. Therese bringt zwei Söhne zur Welt, die – wie Torgeirs Söhne – die Namen Tore und Dag erhalten.
Mehrere Jahre später verletzt Therese sich bei einem Sturz und bleibt danach kränklich und auf den Rollstuhl angewiesen. Die Söhne sind erwachsen. Während eines Festes auf Gut Hovland wird Tore, der ältere der beiden, von Elisabeth von Gall erst ermutigt und dann beleidigt. Er rächt sich, indem er sie zu einem Kuss zwingt. Elisabeths Begleiter, Leutnant Ludwig von Marges, erschlägt ihn deswegen. Bald folgt Therese ihrem Erstgeborenen in den Tod nach.

### Zweites Buch
Dreißig Jahre nach der Heirat des alten Dag mit Therese. Oberst von Gall hat auf Borgland einen alten Kameraden zu Gast, den Major Barre, der seine Tochter Adelheid mitgebracht hat. Da der Major auch mit Hauptmann Klinge bekannt ist, fahren Vater und Tochter nach Björndal, um den alten Freund dort zu besuchen. Adelheid und der junge Dag verlieben sich ineinander. Weil beide überaus verschlossene Persönlichkeiten sind, ahnt zunächst jedoch keiner von ihnen, dass seine Gefühle erwidert werden.
Zu einem weiteren, längeren Besuch kommen der Major und Adelheid nach Björndal, als Klinge und der alte Dag sie einladen, gemeinsam das Weihnachtsfest zu verbringen. Der alte Dag ist von Adelheids Kultiviertheit so eingenommen, dass er ihr die Goldnadel zum Geschenk macht, die er vor über dreißig Jahren Therese geschenkt hatte. Adelheid und der junge Dag besuchen den Weihnachtsball auf Borgland, wo Dag Adelheid bis fast zum Schluss scheinbar ignoriert, sie dann aber doch zum letzten Tanz bittet.
Adelheid und ihr Vater reisen zurück in die Stadt. Oberst Gall ist in großen Schwierigkeiten. Er hatte Ulrich von Wendt einen Pfandbrief ausgestellt, der nun fällig ist, doch fehlt dem Oberst das Geld. Da die Björndaler die reichsten Menschen weit und breit sind, überwindet er seinen Stolz und bittet den alten Dag um ein Darlehen. Erschrocken erfährt er, dass Dag selbst sich inzwischen im Besitz des Pfandbriefs befindet. Dag hatte den Schuldbrief gekauft, um den Oberst, seinen Erzfeind, vernichtend schlagen zu können. Im ersten Triumph ist Dag entschlossen, dem Oberst das Papier erst zurückzugeben, wenn Elisabeth – der Dag die Schuld an Tores Tod gibt – nicht mehr lebt. Dann erinnert er sich jedoch an Dortheas Mahnung zur Barmherzigkeit und das Bibelwort „Die Rache gehört dem Herrn“ (5. Mose 32,35 ). Er beschließt, Böses mit Gutem zu vergelten. Einen weiteren Anstoß, ein besserer, humanerer Mensch zu werden, empfängt er wenig später aus einem Zwiegespräch mit Hauptmann Klinge.
Gut ein halbes Jahr später. Adelheid wird in der Stadt auf herablassende Weise vom wohlhabenden Apotheker umworben, der sich ihrer sicher zu sein glaubt. Da erreicht sie und ihren Vater die Nachricht, dass auf Björndal Hauptmann Klinge im Sterben liegt. Sie reisen an, gerade noch rechtzeitig, um von Klinge Abschied nehmen zu können. Der alte Dag, dessen Persönlichkeit sich verändert hat und der andere Menschen jetzt mit offenen Augen sieht, erkennt, dass Adelheid ein Herzeleid trägt und dass es sein Sohn Dag ist, den sie liebt. Er arrangiert ein kleines Fest und spricht offen aus, was keiner sonst hat wahrhaben wollen – dass Adelheid und Dag einander lieb haben –, und ebnet dem jungen Paar damit den Weg zur Verlobung.

### Figuren
Torgeir BjörndalDer Vater des alten Dag. Sowohl sein Vater als auch sein Großvater haben im Laufe ihres Lebens jeweils 17 Bären getötet und sind beide beim Kampf mit dem jeweils letzten ums Leben gekommen. Auch Torgeirs Bruder und einer seiner drei Söhne sind im Kampf mit Bären gestorben. Als die Talbauern ihn zur Hilfe rufen, hat Torgeir selbst bereits 16 Bären erlegt. Er weiß, dass der nächste ihn umbringen wird. Da er alt ist und sein Schicksal akzeptiert, geht er sehenden Auges in seinen Tod.
Die Björndaler sind Gegenstand von allerhand Sagen und dunklem Munkeln. So wird geraunt, dass sie die Nachfahren eines vertriebenen Königs seien. Sie können, was für Zeit und Region ungewöhnlich ist, lesen und schreiben. Auch sind sie tiefgläubige Christen, was nur scheinbar im Gegensatz zur Tatsache steht, dass sie niemals zur Kirche gehen. Tatsächlich meiden sie die Kirche, weil sie zum Tal gehört, wo man die Björndaler von Alters her mit Mord, Totschlag und wildem Leben in Verbindung bringt. Diese Verachtung, die die Talbauern ihnen – eingebildet oder tatsächlich – entgegenbringen, sitzt den Björndalern wie ein Stachel im Fleisch und macht sie aufbrausend und rachsüchtig.
Alle Björndaler sind raue Kerle, die sich am wohlsten und nur dann ganz in ihrem Element fühlen, wenn sie in den Wäldern herumstromern können. Sie sind starrsinnig und entziehen sich jeder Veränderung. Immer haben sie ihre Söhne gelehrt, dass das höchste Ziel eines Björndalers darin besteht, seine Unabhängigkeit zu bewahren. Worin genau diese „Unabhängigkeit“ bestehen soll, versäumt Torgeir jedoch seinen Söhnen mitzuteilen.
Der alte DagDag ist der jüngere der beiden Söhne Torgeirs. Als sein Bruder Tore ertrinkt, wird er alleiniger Herr von Björndal. Wie alle Björndaler ist Dag ein Raubein; schon mit 16 hat er zum ersten Mal einen Bären erlegt. Ausgangspunkt der Schlägerei, die er auf der Hochzeit in Bohle anzettelt, ist sein Familienstolz, den die Talbauern seiner Meinung nach verletzt haben. Einen seiner beiden Gegner prügelt Dag fast zu Tode, behält davon allerdings eine auffällige Gesichtsnarbe zurück. Einer Verhaftung entgeht er anschließend, indem er auch die Lehnsmänner, die ihn verhaften wollen, verprügelt.
Doch ist Dag auch jemand, der aus der Familientradition ausschert und Veränderung sucht. So geht er, um den Björndalhof besser führen zu können, für mehrere Monate in die Stadt, um dort Rechnen und Buchführung zu lernen. In der Stadt lernt er Therese kennen und nimmt sie schließlich als seine Frau mit nach Björndal. Obwohl Therese zu demütig ist, um viel für sich selbst zu fordern, zeigt er ihr gegenüber eine gewisse Kompromissbereitschaft und Nachgiebigkeit, wie sie bei seinen Vorfahren noch undenkbar gewesen wäre. Andererseits jedoch entwickelt er auch eine neue Geldorientiertheit und Härte, wie Torgeir diese noch nicht gekannt hatte. Hintergrund ist die Tatsache, dass Therese und ihre Schwester Dorthea Vermögen besitzen, das Dag nun verwaltet. Noch nie war so viel Geld durch seine Hände gegangen, und er verändert sich dadurch. Zwar verhält er sich seinen Schuldnern gegenüber niemals unredlich, wird aber zu einem harten und herzlosen Menschen. Dorthea, zu der er eine innige Zuneigung fasst, wirft ihm dies offen vor, kann vorläufig aber keine grundlegende Veränderung bewirken.
Nach Thereses Tod entsteht in Dag ein diffuses Gefühl von Schuld, die er ihr gegenüber auf sich geladen hat. Er spürt, dass diese Schuld damit zu tun hat, dass er sich selbst verloren hat, und versucht darum, seine Jugenderinnerungen wiederzubeleben, etwa indem er gemeinsam mit Klinge und seinem Sohn Dag zu einer Sennhütte wandert und erneut viel Zeit im Wald verbringt. Vater und Sohn sind beide verschlossene Persönlichkeiten und einander darum fremd. Dag beginnt daran und insgesamt an seiner Einsamkeit zu leiden. Er fängt an, Thereses Vorbild der Wohltätigkeit nachzueifern, und gewährt einem obdachlosen Greis Unterkunft. Später versöhnt er sich mit dem Oberst und erkennt, dass das unbedingte Streben nach Unabhängigkeit, das sein Vater ihn gelehrt hat, nicht Schuldenfreiheit, sondern vor allem heißt, dass man sich nicht zu einem Sklaven des Geldes macht. Dag bereut zutiefst, es den guten Menschen, die Gott ihm ins Haus geschickt hat, nicht ausreichend heimatlich gemacht zu haben, und erkennt, dass darin seine Einsamkeit besteht. Unabhängigkeit bedeutet, sein Herz zeigen zu können und sich vom Urteil der Welt unabhängig zu machen. Endlich gelingt es ihm auch, seine Verkapselung zu überwinden und sich anderen Menschen auch aufmerksam zuzuwenden. Exemplarisch geschieht dies, als er als erster erkennt, dass die beiden jungen Leute sich lieben.
Therese Holder„Jungfer Holder“, die ältere der beiden Töchter aus dem Handelshaus Holder. Ihr Vater stirbt zufällig am selben Tag, an dem auch der ältere Tore ums Leben kommt. Das Geschäft wird von einem Bruder des Vaters übernommen. Als dessen Sohn heiratet und ebenfalls ins Geschäft eintritt, ist für die beiden Töchter, Therese und Dorthea, im Haus kein Platz mehr. Da Therese mit ihren 31 Jahren kaum noch Aussichten auf eine Verheiratung hat, erscheint ihr eine Verbindung mit dem älteren Dag als die letzte Gelegenheit, versorgt zu werden. Als Thereses wichtigsten Persönlichkeitszug nennt Gulbranssen ihre „starke Natur“. Therese nimmt ihr Schicksal selbst in die Hand und schreibt Dag, damit er um ihre Hand anhält, einen Brief. Sie liebt ihn aufrichtig und wird ihre Entscheidung, ihn geheiratet zu haben, bis zu ihrem Tode niemals bereuen. Obwohl sie bis dahin als kultivierte Städterin gelebt hat, entwickelt Therese sich zu einer tüchtigen und kompetenten Bäuerin. Nach Ane Hammerbös Tod übernimmt sie deren Rolle im Dorf und tut unter den Bewohnern viel Gutes.
Dorthea HolderThereses fünf Jahre jüngere Schwester. Als Therese heiratet, gehen die Schwestern gemeinsam nach Björndal. Wie keine andere Figur des Romans steht Dorthea für kulturellen Fortschritt und christliche Werte. Als einzige Figur der Handlung nimmt Dorthea sich die Freiheit, den alten Dag, als er das christliche Gebot der Nächstenliebe vergisst, unaufgefordert offen zu kritisieren: „Geld macht hartherzig, Dag! […] Dag, die höchste Pflicht heißt Barmherzigkeit.“ (S. 166) Dorthea ist ein stiller Mensch, sie spielt aber Spinett und ist eine der kultiviertesten und kunstsinnigsten Figuren des Romans. Der Tischler auf Björndal, Jörn Vielfalt, der Dortheas Kammer zu einer ganzen Wohnung ausbaut, entwickelt sich unter ihrer Protektion zu einem wahren Künstler. Der Umbau macht Dorthea ihr neues Zuhause so behaglich, das später an ihrem Widerstand, in den Neubau umzuziehen, schließlich die gesamte ursprünglich geplante Nutzung dieses Neubaus scheitert. Dortheas nächstes Protegé wird Stine Kruse.
Ane HammerböDie uralte Bäuerin vom Nachbarhof ist die kompetenteste Frau weit und breit. Sie hilft bei Geburten und anderen Anlässen des bäuerlichen Lebens, die höchste Expertise verlangen, tut viel Gutes und besitzt große Autorität. Ane kennt viele Geschichten, darunter auch die Sage von der königlichen Herkunft der Björndaler. Als sie stirbt, tut sie die seltsame Prophezeiung, dass Thereses Sohn Tore sterben, der junge Dag aber überleben und das Erbe der Björndaler fortführen werde.
Jungfer KruseChristine („Stine“), die älteste Tochter des Tambours Kruse, eines Kätners. Nachdem Therese und Dorthea nach Björndal kommen, bringt die Mutter die 13-Jährige mit, damit sie als Dienstmädchen aufgenommen wird. Da sich herausstellt, dass Stine ungewöhnliche Begabungen hat, nimmt Dorthea sie unter ihren Schutz, gibt ihr Unterricht und macht sie zu ihrer Gesellschafterin. Die Anrede „Jungfer Kruse“ impliziert, dass Stines Rang weitaus höher ist als der einer Magd. Als Therese nach ihrem Unfall die Aufgaben der Bäuerin nicht mehr in vollem Umfange ausüben kann, übernimmt Stine zunehmend deren Funktion.
Hauptmann KlingeHauptmann Klinge ist ein „Schiffbrüchiger“. Als junger Mann haben Freunde ihn um Geld und die Liebste betrogen. Diese Enttäuschung hat ihn zu einem verbitterten Grübler gemacht, sein Vertrauen in andere Menschen untergraben und ihm dem Alkohol ausgeliefert. Klinge, der wie alle Offiziere in diesem Roman früh aus dem Militär verabschiedet wurde, wohnt zunächst in der Stadt bei der Witwe eines Schulmeisters, bei der er die Miete nicht bezahlen kann. Eingeführt wird er in die Handlung als Gast des Oberst Gall auf Borgland. Weil Klinge von der Stadt her auch die Holders kennt, nutzt er die Gelegenheit zu einem Besuch auf Björndal, um Therese zu sehen. Nach Dortheas Tod bietet der alte Dag Klinge an, ganz nach Björndal zu ziehen und ihm dort bei den Schreibarbeiten zu helfen.
Im Kapitel 11 des zweiten Bandes wird Klinge zu einer Schlüsselfigur in der moralischen Umkehr des alten Dag. Bis zu diesem Zeitpunkt war er ganz in sich gekehrt gewesen. Nun offenbart er Dag jedoch seine Lebensphilosophie:

„Der Sinn des Lebens ist vielleicht gerade der, sich geduldig durch alle Zweifel und Unbegreiflichkeiten hindurchzukämpfen und niemals abzulassen. So erreicht jeder den Grad von Reife, der seiner Kraft und Fähigkeit entspricht, und dieser Reifegrad ist dann das Endergebnis eines jeden Lebens. Der eine kommt weit, der andere nicht, entscheidend ist nur, ob man sein Möglichstes getan hat. Der Mensch ist ja nach Gottes Ebenbild geschaffen, da haben wir schon etwas Freiheit, uns zu formen.“

Es sind Klinges Bekenntnis und seine offene Kritik, die Dag, der lange mit sich gehadert hatte, den letzten großen Anstoß dafür geben, sich aus einem hartherzigen Menschen in einen humanen zu verwandeln.
Oberst Gall auf BorglandDer adlige Herr im Tal, der Hauptfeind des alten Dag. Die Borgländer genießen im Tal traditionell das Privileg, am Weihnachtsabend mit ihrem Schlitten stets als erste an der Kirche einzutreffen. Dass Dag ihm mit seinem Schlitten zuvorkommt, ist praktisch eine Kampfansage. Der Bruder des Oberst, Lorenz, ist ein Sonderling, der auf Borgland mehr oder weniger verborgen gehalten wird, dort aber Kontakt zu Adelheid aufnimmt und ihr so lebhaft von den Björndalern erzählt, dass deren Neugier auf diese Menschen geweckt wird. Der Oberst, der mit den Björndalern anfangs nichts zu tun haben will, wird durch eine finanzielle Notlage später gezwungen, zum alten Dag Kontakt aufzunehmen. Ihre Beziehungen normalisieren sich daraufhin.
Elisabeth Gall auf BorglandDie schöne Tochter des Hauptmanns schwankt in ihrem Verhalten unberechenbar zwischen Zärtlichkeit und Grausamkeit. Sie ist eine Femme fatale, die die Männer verliebt macht und dann fallen lässt. Von Tore fühlt sie sich angezogen, weil er ein „richtiger Mann“ ist und weil sie spürt, dass er der Einzige ist, dem sie nicht überlegen ist. Nachdem er stirbt, wird sie ein Leben lang um ihn trauern und niemals heiraten. Elisabeth und Adelheid sind zunächst Freundinnen; später beginnt Elisabeth jedoch, Adelheid zu hassen. Die Vorstellung, dass Adelheid Herrin auf Björndal werden und Björndal damit glanzvoller als Borgland machen könnte, ist ihr unerträglich. Weil sie hofft, Dag in sich verliebt machen zu können, sorgt sie dafür, dass er auf den Weihnachtsball eingeladen wird. Dag hat aber nur Augen für Adelheid.
Major BarreDer Dragonermajor a. D. ist ein alter Kamerad des Hauptmanns auf Borgland. Seine Frau, die Tochter eines Bischofs, hatte er betrogen, woraufhin sie ihn verlassen und die Tochter, Adelheid, mitgenommen hatte. Erst nach dem Tod der Mutter ist Adelheid zu ihm zurückgekehrt. Der Major ist vorzeitig aus dem Dienst verabschiedet worden und lebt mit seiner Tochter in der Stadt in Armut.
Adelheid BarreIhr Vater hatte sie in großer Freiheit erzogen, gerade als ob sie ein Junge wäre. Mit der Übersiedelung zur Großmutter, der Bischofswitwe, hatte sich dies grundlegend geändert. Die Großmutter hatte dort für eine erstklassige standesübliche Ausbildung gesorgt – Adelheid spricht daher deutsch und französisch, singt, spielt das Spinett und kann feine Näharbeiten ausführen. Die Mutter hat ihr ein tiefes Misstrauen gegen die Liebe und die Männer eingepflanzt. Da sie keine Mitgift zu erwarten hat, gilt Adelheid trotz ihrer vornehmen Geburt ohnehin als kaum verheiratbar. Auch hat Adelheid sich unter dieser Erziehung zu einer kritischen, überaus beherrschten und scheinbar kühlen Persönlichkeit entwickelt. Der junge Dag hält es darum für ausgeschlossen, dass sie seine Liebe erwidern könnte. Es ist gerade Dag, der Adelheid unwiderstehlich anzieht, weil er eine authentische Persönlichkeit ist, wie sie ihr noch nie begegnet ist. Als er ihr das erste Mal gegenübertritt, kommt er gerade aus dem Wald, wo er einen Adler erlegt hat; er trägt Alltagskleidung und hat am Arm eine blutende Wunde. Weil Dag sich seine Gefühle nicht anmerken lässt, glaubt sie, dass er ihre Liebe nicht erwidert und dass Gott sie damit für ihren Hochmut strafen wolle.
Der junge ToreDer gutaussehende Tore interessiert sich schon im Alter von 15 Jahren für Mädchen und entwickelt sich später zum Schürzenjäger. Nachdem er Elisabeth von Gall beleidigt, wird er von Ludwig von Marges erschlagen und ins Jungfrautal geworfen, eine von den Bauern gemiedene Schlucht, in der dem Aberglauben nach gefährliche, lockende Mädchen hausen und so manche Menschen bereits verschwunden sein sollen. Seine Leiche wird von dort niemals geborgen werden.
Der junge DagDag ist drei Jahre jünger als sein Bruder Tore und entwickelt eine ähnliche Persönlichkeit wie der Vater. Als Jäger ist er sogar noch kühner als der alte Dag; schon mit 14 Jahren ist er heimlich ausgezogen, um seinen ersten Bären zu schießen. Er interessiert sich zunächst für die Nachbarstochter Borghild Utheim, verliebt sich dann aber in Adelheid. Weil er sie für unerreichbar hält, flieht er immer wieder in den Wald, wo ihr Anblick ihn nicht quält.

## Entstehung, Publikation und Rezeption

### Entstehung
Da beide Eltern – Christen Gulbrandsen und Alette Antonsdatter Dahl – in bäuerliche Verhältnisse geboren waren, kannte Gulbranssen das Milieu, in dem die Björndal-Trilogie spielt, aus erster Hand. Seine Mutter war eine beredte Geschichtenerzählerin und Gulbrannsen begann früh, ihre Berichte in Notizen festzuhalten. Als die führende Osloer Tageszeitung Aftenposten 1920 einen Kurzgeschichtenwettbewerb ausschrieb, reichte er das Manuskript einer Erzählung Prestebud („Priestertum“) ein, die im Wettbewerb nicht berücksichtigt, in der Aftenposten aber im darauffolgenden Jahr unter dem Titel Prestebud av Bjørndals saga veröffentlicht wurde. Die Kurzgeschichte ist der erste publizierte Text, dessen Handlung im Björndal angesiedelt ist.
Nach seiner Heirat und der Gründung seines eigenen Hausstandes im Jahre 1928 intensivierte Gulbranssen das Niederschreiben der Notizen, aus denen die Trilogie schließlich hervorgehen sollte. Bald gab er die Tätigkeiten als Sportfunktionär und Journalist auf und arbeitete nur noch als selbstständiger Geschäftsmann (Gulbranssen führte ein Tabakgroßhandelsunternehmen), was es ihm erlaubte, die Abende und Nächte zum Schreiben zu nutzen. Die Björndal-Trilogie entstand zum größten Teil in der Dreizimmerwohnung, die die Gulbranssens im Tyrihansveien 22 im damaligen Osloer Vorort Vestre Aker bewohnten.

### Publikation
Anfang 1932 reichte Gulbranssen das Manuskript für Und ewig singen die Wälder bei Aschehoug ein, dem führenden Verlag des Landes. Dort wurde das Buch zunächst abgelehnt, denn in Skandinavien, besonders Schweden, wurde in dieser Zeit eine hitzige Kulturdebatte ausgefochten, vor deren Hintergrund ein im traditionellen Stil geschriebener Roman, der noch dazu in religiösen Fragen Partei ergriff, als schwer veröffentlichbar galt. Gulbranssen nahm einige Änderungen vor und legte das Manuskript dann erneut vor. Am 9. August 1933 teilte der Verlagsleiter, Georg Møller, Gulbranssen mit, dass er das Buch trotz der Bedenken in Druck geben werde. Die Veröffentlichung folgte noch im selben Jahr (vor Mitte Oktober) und erwies sich als Bestseller. In den Jahren vor dem Zweiten Weltkrieg nahm Und ewig singen die Wälder in der Rangliste der Weltbestseller neben Vom Winde verweht (1936) und Die Zitadelle (1937) zeitweilig einen der Spitzenplätze ein.
Schon am 21. Dezember 1933 hatte Gulbranssen in der Tageszeitung Nationen eine Erzählung Da Gammel-Dag var blitt veik („Als der alte Dag krank wurde“) veröffentlicht, deren Handlung ebenfalls im Björndal angesiedelt ist, im Roman aber nicht vorkommt. 1934 folgte die Romanfortsetzung Das Erbe von Björndal und 1935 die Novelle Heimkehr nach Björndal. Gulbranssens letztes größeres veröffentlichtes literarisches Werk, die Novelle Den sorte port („Das schwarze Tor“), die am 24. Dezember 1936 in der Weihnachtsausgabe von Aftenposten erschien, hatte zur Björndal-Trilogie keinen inhaltlichen Bezug.

### Rezeption
Die Kritiken, die der Roman Und ewig singen die Wälder nach seinem Erscheinen erhielt, waren infolge des skandinavischen Kulturkampfs stark polarisiert. Während die Mehrzahl der Rezensenten das Werk stark lobte, wurde es von einer kleinen Zahl anderer Kritiker, darunter etwa Paul Gjesdahl, Sven Stolpe und Tom Kristensen, grimmig verrissen. Diese warfen dem Roman vor allem vor, dass er ästhetisch in vergangenen Zeiten steckengeblieben sei und die künstlerischen Errungenschaften der literarischen Moderne ignoriere.
Besondere Aufmerksamkeit erlangten die Romane Und ewig singen die Wälder und Das Erbe von Björndal unter anderem im nationalsozialistischen Deutschland, wo Übersetzungen seit 1935 bzw. 1936 vorlagen. Die Buchbesprechungen waren hier überaus günstig und der Deutsche Buch-Club in Hamburg wählte Und ewig singen die Wälder im Juli 1935 zum Buch des Monats. Wie kein anderer Autor seiner Zeit hat Gulbranssen in Deutschland das Norwegen-Bild geprägt. Obwohl er mit der Nasjonal Samling, der seit 1933 bestehenden und von Vidkun Quisling geführten norwegischen faschistischen Partei, keinerlei Berührungspunkte hatte, war er der in Deutschland meistverkaufte ausländische Autor. Seine Verkaufszahlen übertrafen etwa auch die seines Landsmanns Knut Hamsun, der schon in der Zeit des Ersten Weltkrieges für Deutschland Position bezogen hatte und später vehement auch Hitler und Quisling unterstützte. Gulbranssen dagegen weigerte sich, in Deutschland Autorenlesungen durchzuführen, und distanzierte sich während der Olympischen Sommerspiele 1936 ausdrücklich vom nationalsozialistischen Regime.
Als nach dem Ende des Zweiten Weltkrieges der Langen Müller Verlag, in dem die deutschen Ausgaben von Gulbranssens Büchern erschienen waren, aufgrund der Sympathien dieses Unternehmens mit den Nationalsozialisten sanktioniert wurde, litt darunter dennoch auch Gulbranssens Reputation. So stuften einige Kritiker, darunter der Germanist Christian Adam, seine Bücher später als „skandinavische Blut-und-Boden-Literatur“ ein, was als methodisch fehlerhaft und als Association Fallacy kritisiert wurde.